# Wilk Elektronik
Wilk Elektronik SA – polskie przedsiębiorstwo z siedzibą w Łaziskach Górnych, założone w 1991 roku przez Wiesława Wilka, zajmujące się produkcją i dystrybucją pamięci komputerowych, jedyny producent modułów RAM na terenie całej Europy.
Głównymi markami handlowymi firmy są Goodram, Goodram Industrial i IRDM, oferujące klientom moduły RAM także karty pamięci, przenośne pamięci USB, dyski SSD, produkty dla zaawansowanego przemysłu i produkty cechujące się podwyższoną wydajnością pracy.

## Historia

### Początki działalności
Wilk Elektronik zostało założone w 1991 w Tychach przez absolwenta metalurgii na AGH Wiesława Wilka. Z początku zajmowało się wyłącznie dystrybucją pamięci RAM, osiągając w 1996 roku tytuł największego dystrybutora tego typu pamięci w Polsce. 
Od 1999 roku firma posiada status prawny spółki akcyjnej.

### XXI wiek
Poszerzenie profilu przedsiębiorstwa nastąpiło w 2003 roku, kiedy to firma przeniosła swoją siedzibę do Łazisk Górnych i rozpoczęła tam produkcję wyrobów własnych. 
WE zawarł z czasem porozumienia o współpracy m.in. z Elpidą, Micronem i Samsungiem, w roku 2008 stając się także dystrybutorem produktów flash Toshiby na obszarze Europy Środkowo-Wschodniej oraz Bliskiego Wschodu i Afryki.
W 2009 roczny obrót przedsiębiorstwa przekroczył 100 mln USD. W tym samym roku, w zestawieniu 200 największych polskich firm informatycznych pisma Computerworld Wilk Elektronik zajęło 43. miejsce

Po 10 latach, w 2019 roku, nastąpiło odświeżenie marki Goodram, które między innymi obejmowało nowe logo. W latach 2021-2023 dokonano rozbudowy fabryki w Łaziskach Górnych.

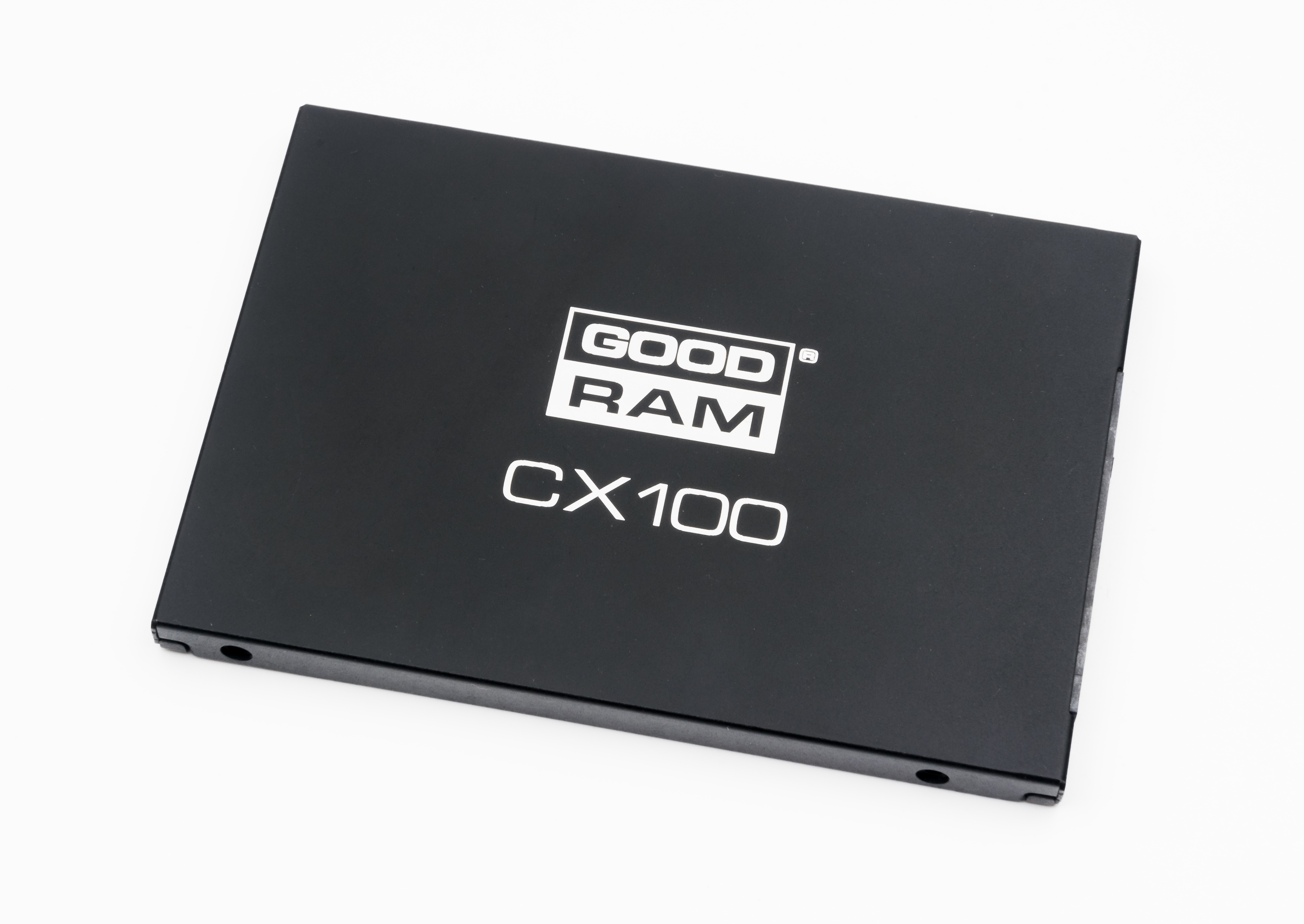
Napęd SSD GoodRam CX100 120GB

## Marki handlowe
Początkowy podział produkcji podzielono między marki Goodram (moduły RAM, karty pamięci) i Gooddrive (pendrive’y, SSD). Zostało to zarzucone w 2011 na rzecz jednolitej marki produktowej Goodram.
Obecne marki handlowe przedsiębiorstwa WE stanowią:
- Goodram — podstawowa marka przedsiębiorstwa
- Goodram Industrial — linia zaawansowanych produktów przemysłowych
- IRDM — linia produktów wysokiej wydajności[13]